# Mazraeh-ye Ayunabad
Mazraeh-ye Ayunabad (em persa: مزرعه عيون اباد, também romanizada como Mazra‘eh-ye ʿAyūnābād) é uma aldeia do distrito central do condado de Abadeh, na província de Fars, no Irã.
No censo de 2006, a sua existência foi registrada, mas sua população não foi contada.